# حصن الشارب (جحانة)

تعديل مصدري - تعديل

حصن الشارب هي إحدى قرى عزلة قروى بمديرية جحانة التابعة لمحافظة صنعاء، بلغ تعداد سكانها 355 نسمة حسب تعداد اليمن لعام 2004.